# La Prétière
La Prétière is een gemeente in het Franse departement Doubs (regio Bourgogne-Franche-Comté) en telt 155 inwoners (2005). De plaats maakt deel uit van het arrondissement Montbéliard.

## Geografie
De oppervlakte van La Prétière bedraagt 2,7 km², de bevolkingsdichtheid is 57,4 inwoners per km².
De onderstaande kaart toont de ligging van La Prétière met de belangrijkste infrastructuur en aangrenzende gemeenten.

## Demografie
Onderstaande figuur toont het verloop van het inwonertal (bron: INSEE-tellingen).